# Ferydoon Zandi
Ferydoon Zandi, född 26 april 1979 i Emden, Tyskland, är en tysk-iransk före detta fotbollsspelare.
Ferydoon Zandi föddes i norra Tyskland. Hans far är från Iran och hans mor från Tyskland. 
Zandi började spela fotboll i en tidig ålder och visade tidigt sin begåvning. Han spelade som ung för flera klubbar i sin hemregion. Han spelade i VfB Lübeck och SC Freiburg innan han skrev på för FC Kaiserslautern. 
Zandi blev uttagen till Tysklands U17-landslag men har senare valt att spela för Iran. Den iranske förbundskaptenen Branko Ivankovic frågade om han ville spela för Tyskland eller Iran. Zandi valde då Iran då han förväntas kunna spela en större roll i Irans landslag jämfört med Tysklands. Han debuterade i landslaget mot Bahrain 9 februari 2005. Han har deltagit för Iran i VM-kvalet för VM i Tyskland sommaren 2006.
Zandis starka sidor är hans skicklighet och mixen mellan kreativitet och dribblingar och experter har valt att likna honom vid David Beckham. Zandi är en vänsterfotad spelare som tros kunna få en stor roll i Irans fotbollslandslag.
Zandi är även känd för sina vackra frisparkar. Zandi spelade 2011/2012 i Esteghlal där han i början av säsongen bänkades men efter att ha gjort några mål fick han spela allt flera matcher.